# FK Bohemians Praha (Střížkov)
Az FK Bohemians Praha, korábban FC Střížkov Praha 9, egy cseh labdarúgócsapat Střížkovból, ami Prága egy városrésze. Jelenleg a Bohemian Labdarúgó-bajnokság tagja.
A klub a 2006-2007-es szezonban megnyerte a Bohemian Labdarúgó-bajnokságot. Ezzel feljutottak a cseh 2. Ligába, ahol a 2007-2008-as szezonban mutatkoztak be. A klub ebben a szezonban megnyerte a másodosztályt, és feljutottak a Gambrinus ligába (első osztály). A 2008-2009-es és a 2009-2010-es szezonban az élvonal tagjai voltak. 2010-ben kiestek a Gambrinus ligából. 2011-ben a klub megnyerte a Bohemian Labdarúgó-bajnokságot, és ismét feljutottak a cseh 2. Ligába. 2011 júniusában a klub kinevezte az SK Strakonice 1908 edzőjét, František Barátot Jaromír Jindráček helyett.

## Története
A klub régi neve FC Střížkov Praha 9 volt. 2005-ben megvásárolták az eredeti Bohemians Praha logóját, miután a régi Bohemians Prah kiesett a másodosztályból a Bohemian Labdarúgó-bajnokságba. 2010-ben a Prágai Városi Bíróság kimondta, hogy a klub nem használhatja a "Bohemians" nevet, mivel nincs kapcsolata az eredeti Bohemians Prahával.
2010-ben a Bohemianstól levontak 20 pontot és 6 millió cseh koronára büntették, mert nem volt hajlandó lejátszani egy bajnoki meccset a Bohemians 1905 ellen, ráadásul a prágai klub vesztegetéssel vádolták az SK Sigma Olomouc-ot bizonyítékok bemutatása nélkül, ezután a klub ezzel kiesett a Gambrinus ligából. 2010-ben a klub nem kapta meg a szövetségtől a másodosztályú szerepléshez szükséges licencet, mivel a csapat tisztviselői megtagadták a büntetés befizetését, ez a csapat automatikus kiesését jelentette a Bohemian Labdarúgó-bajnokságba (harmadosztályú liga). A következő szezonban (2010-2011) a klub megnyerte a Bohemian Labdarúgó-bajnokságot, és a klub visszatért a profi labdarúgás vérkeringésébe, a cseh 2. ligába.
2012 szeptemberében egy cseh bíróság kimondta, hogy nem használhatják a Bohemians nevet 2013. január 13. után. Azonban 2012 decemberében a klub megkapta a fellebbezési jogot, így továbbra sem született döntés.

## Kapcsolat a Bohemians 1905-tel
1993-ban a Bohemians 1905 kivált a TJ Bohemians Praha sports franchiséből, és önálló jogi személy lett. A klub a pénzügyi gondok kezdetéig jól működött, ezután a klub majdnem összeomlott 2005-ben. A TJ Bohemians kihasználta a helyzetet, és eladta a Bohemians logót az FC Střížkov Praha 9-nek, egy kiscsapatnak a cseh harmadosztályból. A TJ nagy mértékben támogatta pénzügyileg a kiscsapatot, és segített az első osztályba jutásban. Azonban a szurkolók hűek maradtak a Bohemians 1905 csapatához.

## Stadion
A 2008–09-es Gambrinus ligában a Bohemians hazai meccseit az FK Viktoria Stadionban játszotta, mivel saját arénájuk Horní Počernice városrészben nem felelt meg a liga követelményeinek.
A 2009–10-es Gambrinus ligában a Bohemiansnak megint költözni kellett a liga talajfűtési követelményei miatt, ezért hazai meccsüket a Stadion Evžena Rošickéhóban játszották.
A 2011–12-es cseh 2. ligában a Bohemians visszatért střížkovi stadionjukba, ahol befejeződtek a rekonstrukciós munkálatok.

## Játékosok

### Jelenlegi keret
2013. október 31. szerint
| # |     | Poszt | Név                                           |
| - | --- | ----- | --------------------------------------------- |
|   | CZE | K     | Richard Brauneis                              |
|   | CZE | K     | Jakub Horejš                                  |
|   | CZE | K     | Aleš Mandous                                  |
|   | CZE | V     | Petr Bohata                                   |
|   | CZE | V     | Jan Halama (kölcsönben a České Budějovicetől) |
|   | CZE | V     | Václav Ježdík                                 |
|   | CZE | V     | Vlastimil Karal                               |
|   | CZE | V     | Mário Križan                                  |
|   | CZE | V     | Josef Laštovka                                |
|   | CZE | V     | Jakub Sudek                                   |
|   | CZE | V     | Jakub Šidlo                                   |
|   | CZE | KP    | Radim Faltus                                  |

| # |     | Poszt | Név                |
| - | --- | ----- | ------------------ |
|   | CZE | KP    | Jakub Hájek        |
|   | UZB | KP    | Aziz Ibragimov     |
|   | CZE | KP    | Petr Janda         |
|   | CZE | KP    | Matěj Kyndl        |
|   | CZE | KP    | Jan Novotný        |
|   | CZE | KP    | Pavel Novotný      |
|   | CZE | KP    | Matěj Ptáček       |
|   | SVK | KP    | Roman Sloboda      |
|   | CZE | KP    | Zdeněk Volek       |
|   | CZE | CS    | Nemanja Kuzmanovič |
|   | CZE | CS    | Jiří Suk           |
|   | CZE | CS    | Adam Vlkanova      |

## Tartalékok
A Bohemians tartalékcsapata, a Bohemians Praha B, a prágai bajnokság tagja.

## Edzők
- Luboš Urban (2005–06)
- Radim Nečas (2006)
- Luboš Urban (2006–09)
- Robert Žák (2009)
- Jaromír Jindráček (2009–11)
- František Barát (2011–12)
- Jaromír Jindráček (2012)
- Ivan Pihávek (2012–2013)
- Miloš Sazima (2013–)

## Szereplése hazai sorozatokban
| - 2004–2007 Bohemian Labdarúgó-bajnokság - 2007–2008 Cseh 2. Liga - 2008–2010 Gambrinus liga - 2010–2011 Bohemian Labdarúgó-bajnokság - 2011– Cseh 2. Liga |

- Első osztályú szezonok a cseh bajnoki rendszerben: 2
- Másodosztályú szezonok a cseh bajnoki rendszerben: 4
- Harmadosztályú szezonok a cseh bajnoki rendszerben: 4
- Negyedosztályú szezonok a cseh bajnoki rendszerben: 0

### Csehország
| Szezon    | Bajnokság | #   | M  | Gy | D  | V  | RG | KG | GK  | P  | Kupa         |
| --------- | --------- | --- | -- | -- | -- | -- | -- | -- | --- | -- | ------------ |
| 2004–2005 | 3. liga   | 10. | 32 | 11 | 8  | 13 | 36 | 43 | –7  | 41 | Első kör     |
| 2005–2006 | 3. liga   | 3.  | 34 | 19 | 6  | 9  | 58 | 26 | +32 | 63 | Legjobb 64   |
| 2006–2007 | 3. liga   | 1.  | 34 | 21 | 8  | 5  | 69 | 26 | +43 | 71 | Legjobb 32   |
| 2007–2008 | 2. liga   | 1.  | 30 | 15 | 8  | 7  | 46 | 38 | +8  | 53 | Elődöntő     |
| 2008–2009 | 1. liga   | 13. | 30 | 10 | 4  | 16 | 33 | 46 | –13 | 34 | Nyolcaddöntő |
| 2009–2010 | 1. liga   | 16. | 30 | 4  | 4  | 22 | 27 | 65 | –38 | 1  | Legjobb 32   |
| 2010–2011 | 3. liga   | 1.  | 34 | 26 | 2  | 6  | 87 | 34 | +53 | 80 | –            |
| 2011–2012 | 2. liga   | 5.  | 30 | 14 | 6  | 10 | 43 | 31 | +12 | 48 | Első kör     |
| 2012–2013 | 2. liga   | 11. | 30 | 6  | 17 | 7  | 30 | 33 | –3  | 35 | Legjobb 32   |
| 2013–2014 | 2. liga   | 15. | 30 | 6  | 4  | 20 | 30 | 66 | –36 | 22 | Első kör     |

## Sikerek
- Cseh 2. Liga (másodosztály)
  - Bajnok 2007–08
- Bohemian Labdarúgó-bajnokság (harmadosztály)
  - Bajnok 2006-07, 2010–11

## Fordítás
Ez a szócikk részben vagy egészben  a   FK Bohemians Prague (Střížkov) című angol Wikipédia-szócikk ezen változatának fordításán alapul.  Az eredeti cikk szerkesztőit annak laptörténete sorolja fel. Ez a jelzés csupán a megfogalmazás eredetét és a szerzői jogokat jelzi, nem szolgál a cikkben szereplő információk forrásmegjelöléseként.

## Külső hivatkozások
- Hivatalos weboldal
- iDNES.cz profil